# Azham Corona
Azham Corona is een corona op de planeet Venus. Azham Corona werd in 2009 genoemd naar Azham, Karatsjaj-Balkaarse godin van de natuurkrachten (Noordelijke Kaukasus).
De corona heeft een diameter van 380 kilometer en bevindt zich tussen Ale Tholus en Upunusa Tholus in het quadrangle Metis Mons (V-6).